# Microedma extorris
Microedma extorris är en fjärilsart som beskrevs av W. Warren 1913. Microedma extorris ingår i släktet Microedma och familjen nattflyn. Inga underarter finns listade i Catalogue of Life.